# Association des arts de Finlande
L'Association des arts de Finlande (finnois : Suomen Taideyhdistys) est une association fondée en 1846 en Finlande.

## Histoire
À l'origine l'association a pour objectif de développer la vie artistique en Finlande.
L'association commence à décerner des prix et des bourses d'études à l'étranger pour de jeunes artistes.
Le prix Ducat est décerné dès 1858.
L'association commencé aussi à développer sa propre collection d'art et tient sa première exposition d'art au printemps 1847 à Helsinki dans la maison Heidenstrauch en bordure de la place du marché.
Dès son début l'association crée des écoles de dessin dont la première est l'école d'Helsinki qui ouvre en 1848. 
En 1852 l’école de dessin de Turku fondée en 1846 passe sous la  direction de l'association d'art.
Après plusieurs transformations elle est maintenant un département de l'université des sciences appliquées de Turku.
En 1939, une fondation prend en charge les écoles de dessin.
De nos jours l'école de dessin de l'association dans la capitale est connue sous le nom d'académie des beaux-arts d'Helsinki.
Le bâtiment Ateneum accueillant le musée et l'école de dessin d'Helsinki est construit en 1887. 
En 1990, le musée Ateneum et ses collections sont transférés à l’État.

## Fondateurs
L'un de ses fondateurs est Zacharias Topelius qui en sera président pendant 20 ans.
Nils Abraham Gyldén (fi) sera aussi un des fondateurs.